# 硫酸铵
硫酸铵，简称硫铵，又稱硫酸錏，化学式為(NH4)2SO4，无色斜方晶体，易溶于水，水溶液為酸性。

## 用途
硫酸铵是一种氮肥，但对强酸性土壤须同石灰配合施用，在石灰性反应强的土壤上，须深施覆土，以减少氮的损失；也可用作焊药及织物防火剂。

## 製備
硫酸铵可以在硫酸中直接通入氨制得。
{\displaystyle {\ce {2NH3 + H2SO4 -> (NH4)2SO4}}}
由一水合氨和硫酸中和后，结晶、离心分离并干燥而得。中和法氨与硫酸约在100℃下进行中和反应，生成的硫酸铵晶浆液经离心分离、干燥，制得硫酸铵成品。
{\displaystyle {\ce {2NH3*H2O + H2SO4 -> (NH4)2SO4 + 2H2O}}}
其回收法由炼焦炉气回收氨气，再与硫酸进行中和反应而得。